# Episodi di Operazione ladro (prima stagione)
La prima stagione della serie televisiva Operazione ladro (It Takes a Thief) è andata in onda negli Stati Uniti dal 9 gennaio 1968 al 30 aprile 1968 sulla ABC.
| nº | Titolo originale                              | Prima TV USA     | Titolo italiano | Prima TV Italia |
| -- | --------------------------------------------- | ---------------- | --------------- | --------------- |
| 1  | A Thief is a Thief (a.k.a. Magnificent Thief) | 9 gennaio 1968   |                 |                 |
| 2  | It Takes One to Know One                      | 16 gennaio 1968  |                 |                 |
| 3  | When Boy Meets Girl                           | 30 gennaio 1968  |                 |                 |
| 4  | A Very Warm Reception                         | 6 febbraio 1968  |                 |                 |
| 5  | One Illegal Angel                             | 13 febbraio 1968 |                 |                 |
| 6  | Totally By Design                             | 20 febbraio 1968 |                 |                 |
| 7  | When Thieves Fall In                          | 27 febbraio 1968 |                 |                 |
| 8  | A Spot of Trouble                             | 5 marzo 1968     |                 |                 |
| 9  | When Good Friends Get Together                | 12 marzo 1968    |                 |                 |
| 10 | Birds of a Feather                            | 19 marzo 1968    |                 |                 |
| 11 | To Steal a Battleship                         | 26 marzo 1968    |                 |                 |
| 12 | Turnabout                                     | 2 aprile 1968    |                 |                 |
| 13 | The Radomir Miniature                         | 9 aprile 1968    |                 |                 |
| 14 | Locked in the Cradle of the Keep              | 16 aprile 1968   |                 |                 |
| 15 | A Matter of Royal Larceny                     | 23 aprile 1968   |                 |                 |
| 16 | The Lay of the Land                           | 30 aprile 1968   |                 |                 |

## A Thief is a Thief (a.k.a. Magnificent Thief)
- Prima televisiva: 9 gennaio 1968
- Diretto da: Leslie Stevens
- Scritto da: Leslie Stevens, Roland Kibbee

### Trama
- Guest star: Senta Berger (Claire Vickers), Susan Saint James (hostess), John Saxon (morto), Leslie Nielsen (uomo della sicurezza della S.I.A.), Wally Cox (uomo in fila), Michael Forest (corriere 031)

## It Takes One to Know One
- Prima televisiva: 16 gennaio 1968
- Diretto da: Leslie Stevens
- Scritto da: Leslie Stevens

### Trama
- Guest star: Renzo Cesana (conte Eduard de Corvo), Peter Mark Richman (Anton Veitch), Susan Saint James (principessa Astride), Len Birman (principe Cesare di Montefiore), Ivan Triesault (Maitre D'), Bern Hoffman (capitano), Francine York (Amanda Agnew), Alfred Ryder (Hunza Schroeder), Ronald Gans (guardia)

## When Boy Meets Girl
- Prima televisiva: 30 gennaio 1968
- Diretto da: Don Weis
- Scritto da: Dean Hargrove

### Trama
- Guest star: David Hurst

## A Very Warm Reception
- Prima televisiva: 6 febbraio 1968
- Diretto da: Don Weis
- Scritto da: Leslie Stevens

### Trama
- Guest star: Simon Oakland (colonnello Savrille)

## One Illegal Angel
- Prima televisiva: 13 febbraio 1968
- Diretto da: Leonard Horn
- Scritto da: Stephen Kandel

### Trama
- Guest star:

## Totally By Design
- Prima televisiva: 20 febbraio 1968
- Diretto da: Michael Caffey
- Scritto da: Dean Hargrove, Alvin Sapinsley

### Trama
- Guest star:

## When Thieves Fall In
- Prima televisiva: 27 febbraio 1968
- Diretto da: Don Weis
- Scritto da: Leslie Stevens

### Trama
- Guest star:

## A Spot of Trouble
- Prima televisiva: 5 marzo 1968
- Diretto da: Herschel Daugherty
- Soggetto di: Gene L. Coon, Mort Zarcoff

### Trama
- Guest star:

## When Good Friends Get Together
- Prima televisiva: 12 marzo 1968
- Diretto da: Lee H. Katzin
- Scritto da: Dean Hargrove

### Trama
- Guest star: James Shigeta (Fong Sing), Patrick Adiarte (Crown Prince Mardak), Robert Ito (capo Aide), Rosemary Forsyth (Miss Harris), Kam Tong (servo), Teru Shimada (Mr. Tsu), Frances Fong (Madame Chen), Stanley Farrar (direttore della banca), Eve Bruce (Helga), Keye Luke (Dubek)

## Birds of a Feather
- Prima televisiva: 19 marzo 1968
- Diretto da: Don Weis
- Scritto da: Glen A. Larson

### Trama
- Guest star: Taina Elg (Anya Selina)

## To Steal a Battleship
- Prima televisiva: 26 marzo 1968
- Diretto da: Michael Caffey
- Scritto da: Jerry Devine

### Trama
- Guest star: Sharon Harvey (tentatrice), Naomi Stevens (Mrs. Bjornsen), John Sebastian (uomo), Ralph Smiley (servo), Bill Bixby (George Palmer), Linda Marsh (Irena Damos), Janis Hansen (bionda), Maurice Marsac (Mr. Bjornsen), Paul Sorenson (uomo)

## Turnabout
- Prima televisiva: 2 aprile 1968
- Diretto da: Don Weis
- Soggetto di: Gene L. Coon, Mort Zarcoff

### Trama
- Guest star: Shannon Farnon (Elena Ames)

## The Radomir Miniature
- Prima televisiva: 9 aprile 1968
- Diretto da: Michael Caffey
- Scritto da: Stephen Kandel

### Trama
- Guest star: Richard Van Vleet (Janos), Eve Plumb (Maritsa)

## Locked in the Cradle of the Keep
- Prima televisiva: 16 aprile 1968
- Diretto da: Leonard Horn
- Scritto da: Dick Nelson

### Trama
- Guest star:

## A Matter of Royal Larceny
- Prima televisiva: 23 aprile 1968
- Diretto da: Michael Caffey
- Scritto da: Tony Barrett

### Trama
- Guest star: Ben Murphy (King Pineau)

## The Lay of the Land
- Prima televisiva: 30 aprile 1968
- Diretto da: Don Weis
- Scritto da: Richard Collins, Peter Allan Fields, Al Friedman, Winston Miller

### Trama
- Guest star: Larry D. Mann (Dedier)